# Chenu, Sarthe
Chenu là một xã thuộc tỉnh Sarthe trong vùng Pays-de-la-Loire tây bắc nước Pháp. Xã này có diện tích 30,8 km2, dân số năm 2006 là 458 người.